# Chika Hirao
Chika Hirao (平尾 知佳 Hirao Chika?,  nacida el 31 de diciembre de 1996 en Matsudo, Chiba) es una futbolista japonesa. Juega como guardameta y su equipo actual es el Albirex Niigata de la Nadeshiko League de Japón.
Hirao es internacional absoluta con la selección femenina de fútbol de Japón desde 2018.

## Trayectoria
Se unió al Urawa Reds en 2014, donde fue una titular en el primer equipo y ganó el campeonato nipón en su primera temporada. Sin embargo, la llegada de Sakiko Ikeda en 2015 hizo que la jugadora perdiera regularidad. 
En 2018 fichó por el Albirex Niigata.

## Selección nacional
En septiembre de 2012 a los 15 años, Hirao fue nominada a la selección sub-17 de Japón y jugó la Copa Mundial Femenina de Fútbol Sub-17 de 2012, donde disputó tres encuentros. En noviembre de 2016 fue parte de la selección de Japón sub-20 que jugó la Copa Mundial Femenina de Fútbol Sub-20 de 2016; Japón obtuvo el tercer lugar y ella jugó cinco encuentros.
Fue llamada para la selección de Japón que disputó la Copa Asiática femenina de la AFC de 2018. A pesar de que no jugó un encuentro en la competición, Japón ganó ese campeonato. El 2 de agosto de 2018 debutó con la absoluta contra Australia.
En 2019 la entrenadora Asako Takakura nombró a Hirao para ser parte del plantel que jugará la Copa Mundial Femenina de Fútbol de 2019 en Francia.

## Clubes
| Club            | País  | Año             |
| --------------- | ----- | --------------- |
| Urawa Reds      | Japón | 2014 - 2017     |
| Albirex Niigata | Japón | 2018 - Presente |

## Estadísticas

### Selección nacional
| Selección femenina de fútbol de Japón | Selección femenina de fútbol de Japón | Selección femenina de fútbol de Japón |
| Año                                   | Partidos                              | Goles                                 |
| ------------------------------------- | ------------------------------------- | ------------------------------------- |
| 2018                                  | 1                                     | 0                                     |
| Total                                 | 1                                     | 0                                     |